# Kerk van Onze-Lieve-Vrouw (Guelph)
De Kerk van Onze-Lieve-Vrouw Onbevlekt (Engels: Church of Our Lady Immaculate) is een rooms-katholiek kerkgebouw in de Canadese plaats Guelph, Ontario. Het neogotische gebouw werd ontworpen door Joseph Connolly en wordt beschouwd als het beste werk van de architect. De monumentale kerk werd tussen 1875 en 1883 gebouwd voor een congregatie die voornamelijk bestond uit Duitse migranten. Sinds 1990 prijkt de kerk op de lijst van National Historic Sites of Canada.

## Geschiedenis

#### Voorgangers
De Kerk van Onze-Lieve-Vrouw is de derde kerk op de plek, die hoog boven het straatniveau is gelegen. Het was de stichter van de stad, John Galt, die de prominente plek voor de eerste te bouwen kerk aanwees uit dank aan bisschop Alexander Macdonell voor diens hulp bij de oprichting van de ontwikkelingsmaatschappij Canada Company. Later werd ook een weg bij de heuvel op aangelegd die naar de bisschop werd vernoemd. De eerste kerk was een aan de Sint-Patricius gewijd houten gebouw, dat in 1835 op de heuvel werd gebouwd. Het was het eerste gebouw van Guelph waarvan zowel het in- als het exterieur beschilderd was. Deze kerk brandde geheel uit op 10 oktober 1844. Na de verwoesting van de Sint-Patriciuskerk begon de bouw aan de Sint-Bartholomeüskerk, die in 1846 werd voltooid.

#### De huidige kerk
De bouw aan de huidige kerk begon in 1877 door de Iers-Canadese architect Joseph Connolly, die veel kerken ontwierp in Ierland, Engeland en Ontario, waaronder de Sint-Petruskathedraal in London.
Bij de bouw werd gebruikgemaakt van lokaal gedolven kalksteen. Het kerkgebouw wordt beschouwd als een van de beste werken van Connolly. Matthew Bell, een bekende beeldhouwer uit Guelph, was verantwoordelijk voor het beeldhouwwerk aan het exterieur en aan de pijlers van de kerk. Hij stierf in 1883 als gevolg van verwondingen opgelopen bij een val tijdens het werken aan het gebouw. In 1888, bijna twaalf jaar na het bouwbegin, werd de kerk gewijd aan Onze-Lieve-Vrouw Onbevlekt. De tweelingtorens reiken tot een hoogte van 61 meter en kwamen pas op 13 november 1926 gereed.
Het kerkgebouw vertegenwoordigt een van de 122 parochies in het bisdom Hamilton en bevat circa 2.600 huishoudens in de congregatie.
Een langverwachte restauratie van de kerk begon in april 2007. Na de voltooiing van de restauratie van het exterieur die naar schatting CAD 13.000.000 bedroeg, is in begin 2014 aangevangen met de renovatie van het interieur. De kosten worden geschat op CAD 6.500.000.
De stad kent beschermende bepalingen voor de omgeving van de monumentale kerk. Om de zichtlijnen op de kerk vanuit diverse uitkijkpunten te behouden heeft de stad aanvullende regelgeving met betrekking tot de bouw van nieuwe gebouwen uitgevaardigd. Deze mogen het zicht op het kerkgebouw niet belemmeren en nieuwe gebouwen in Guelph mogen evenmin hoger zijn dan de kerk.